# Bosque nacional Sumter
El bosque nacional Sumter es un bosque nacional de los Estados Unidos, uno de los dos bosques de Carolina del Sur que se gestionan conjuntamente por el Servicio Forestal de Estados Unidos; el otro es el bosque nacional Francis Marion. El bosque se compone de 370,442 acres (1499 km²). Las oficinas del distrito de guardaparques se encuentran en Whitmire, justo entre la Unión y Newberry.
Cuenta con aproximadamente 2859 hectáreas (11 km²) del área salvaje Ellicott Rock. El Sumter también tiene, como su frontera occidental, el río Chattooga, un río salvaje y escénico. El distrito de Andrew Pickens es también el hogar de 15 cascadas con caídas que van desde 12 pies (4 m) a 75 pies (23 m).